# Женевська Біблія
Женевська Біблія — назва перекладу Біблії англійськими протестантами, які жили у вигнанні в Женеві у 1560 році.
Це був найточніший на ту пору англійський переклад[джерело?].

## Біблія з новими особливостями
«Женевську Біблію» підготували до друку релігійні біженці, які втекли від переслідування і можливої страти, коли в Англії 1553 року до влади прийшла Марія Тюдор. Цих перекладачів прийняла женевська протестантська громада. Оскільки в Женеві було добре розвинуте друкарство і багатьом людям подобалося читати Біблію, то в цьому місті виникли сприятливі умови для перекладу і видання Біблії.
«Женевська Біблія», яку переклав Вільям Віттінгем разом зі своїми помічниками, побачила світ 1560 року. Невдовзі вже багато людей в Англії читали її. Ця Біблія була легшою для читання, ніж її попередниці, крім того, вона стала першою англійською Біблією, в якій застосували систему поділу тексту на нумеровані вірші. Така ж система вживається сьогодні по цілому світі. У ній також були колонтитули — кілька ключових слів вгорі кожної сторінки, які допомагали читачам знаходити потрібні уривки. Замість старовинного готичного шрифту, який нагадував рукописний, у «Женевській Біблії» використовувався чіткий шрифт, подібний до того, який сьогодні застосовується в англійських Бібліях.
Перші Біблії, призначені для читання з церковного аналоя, були великими і дуже важкими. «Женевська Біблія» мала зручний і вдвічі менший формат. Тож ця Біблія була не тільки зручніша для читання і вивчення, а й набагато доступніша за ціною.
Сьогодні небагатьом людям доводилося чути про «Женевську Біблію». Але у свій час цей видатний переклад був дуже популярним. Завдяки своїй точності, а також деяким нововведенням у викладі й оформленні ця Біблія стала настільною книгою багатьох людей. Такі англійські драматурги, як Шекспір і Марлоу, цитували «Женевську Біблію» у своїх творах.

## Точний переклад
Перекладачі «Женевської Біблії» доклали особливих зусиль, щоб зберегти стиль і зміст єврейського тексту. Боже ім'я, Єгова, з'являється в цій Біблії в кількох місцях, зокрема у Вихід 6:3; 17:5 та Псалом 83:19. Слова, які, на думку перекладачів, треба було додати для ліпшого розуміння, виділялися курсивом, а текст, який додавали з огляду на правила граматики, подавався у квадратних дужках.
«Женевська Біблія» майже відразу стала офіційним перекладом Святого Письма в Шотландії. Вона також здобула велику популярність в Англії. Вважають, що 1620 року перші англійські поселенці взяли із собою в славнозвісну подорож до Америки саме цей переклад. «Женевська Біблія» потрапила і в інші британські колонії, в тому числі у найвіддаленішу з них — в Нову Зеландію. Там 1845 року один з примірників цієї Біблії з'явився у приватній колекції губернатора сера Джорджа Ґрея.

## Контроверсійні примітки
Незмінній популярності «Женевської Біблії» великою мірою посприяли детальні примітки. Вони були додані, оскільки перекладачі усвідомлювали, що у Біблії є важкозрозумілі місця. Такі примітки на полях не були чимось новим. У 1534 році Тиндаль використовував примітки на полях у своєму «Новому Завіті». Окрім приміток, у «Женевській Біблії» були ілюстрації, вступи до книг, а також карти, що полегшувало розуміння біблійних істин. У додатках містилися генеалогічні таблиці, короткий зміст біблійних книг і навіть розділ, в якому подавалося заохочення до щоденного читання Біблії.
Представники англіканської церкви, хоча в приватних розмовах і визнавали достойність перекладу, однак прилюдно виступали проти цієї праці, оскільки вважали тон приміток радикальним. Метью Паркер, який у той час був архієпископом Кентерберійським, назвав примітки «неправильними та шкідливими». Король Яків I вважав примітки «вкрай небезсторонніми, неправдивими і бунтарськими». І це не дивно, бо в них ставилося під сумнів «священне право» монархів на трон.

## Занепад популярності «Женевської Біблії»
У 1604 році король Яків санкціонував новий переклад, сподіваючись таким чином назавжди витіснити з Англії «Женевську Біблію». Історик-теолог Елістер Мак-Ґрат каже, що "найбільша перешкода, з якою у XVII столітті зіткнулась «Біблія короля Якова», — це незмінна популярність «Женевської Біблії». Протягом багатьох років «Женевська Біблія» не переставала подобатись людям і залишалася офіційною Біблією Шотландії. Вона перевидавалася до 1644 року.
Представник Британського та іноземного біблійного товариства каже, що «дослідження „Біблії короля Якова“ 1611 року видання свідчить про те, що „Женевська Біблія“ впливала на перекладачів більше, ніж будь-який інший англійський переклад». Чимало стилістичних нововведень та спосіб перекладу словосполучень у «Біблії короля Якова» були запозичені з «Женевської Біблії».

## Тривалий вплив
У середині 17 століття Джон Еліот опублікував у британських колоніях Північної Америки переклад Женевської Біблії на мову індіанців-масачусетів. Це була перша надрукована Біблія у Північній Америці, яка випередила англійську версію на 120 років.
Хоча зрештою «Авторизований переклад» (так називають «Біблію короля Якова») витіснив «Женевську Біблію», все ж вона займає важливе місце в історії літератури. Завдяки їй було не лише встановлено нові стилістичні та перекладацькі норми; вона стала важливою ланкою в ланцюгу переглядів і виправлень англійської Біблії. Вона допомогла сформувати навички читання і вивчення Біблії серед таких верств суспільства, які раніше не мали доступу до Святого Письма.
«Женевська Біблія» проклала шлях «Біблії короля Якова». Крім того, деякі біблійні висловлювання саме з цього перекладу увійшли в англійську літературу і мову. Тож хоча загалом «Женевська Біблія» забута, однак вона, безперечно, залишила по собі слід.